# Tell It Like It Is (Album)
Tell It Like It Is ist ein Musikalbum, das der Bassbariton Thomas Quasthoff 2010 veröffentlichte. Nach seinem von Till Brönner produzierten Jazzalbum Watch What Happens von 2007 präsentiert Quasthoff auf dieser CD Interpretationen seiner Lieblingssongs aus den Genres R&B, Soul und Pop. Das Album ist Quasthoffs im November 2010 verstorbenem Bruder Michael gewidmet, der auf dem von ihm geschriebenen Song The Whistleman auch als Backgroundsänger zu hören ist.

## Entstehung
Zur Motivation für diese zweite CD-Veröffentlichung außerhalb seines üblichen Repertoires wird Quasthoff im CD-Booklet wie folgt zitiert: „Ich bin nicht die neue Soul-Entdeckung (...), darum geht es auch nicht. (...) Wir machen dieses Album, weil wir unheimliche Freude an diesen Songs haben – sie sind mir sogar sehr wichtig – und weil ich wirklich sehr gerne mit diesen Musikern zusammenspiele.“ Zusammen mit dieser „Truppe guter Freunde und außerordentlicher Musiker“ wurde das Songmaterial von Tell It Like It Is zunächst bei Live-Auftritten im Februar 2010 vorgestellt, bevor man die 14 Tracks des Albums im Mai 2010 im Studio 1 der Berliner Hansa-Tonstudios einspielte.

## Rezeption
Eine Rezension von Tell It Like It Is in dem deutschen Musikmagazin bluesnews kam zu dem Fazit: „Quasthoff beherrscht eben nicht nur das klassische Gesangsfach, sondern weiß auch darum, dass und wie man einen Jazz-, Blues- oder Soul-Titel dann doch ganz anders zu phrasieren hat als eine Mozart-Arie oder eine Bach-Kantate. Und so gestaltet sich sein Crossing-over als eine äußerst hörenswerte Angelegenheit, an der auch diejenigen Gefallen finden dürften, die sich – wie der Rezensent selbst auch – ein Quasthoff-Album mit klassischem Liedgut ansonsten vermutlich kaum je in den CD-Spieler schieben würden.“
Im Juni 2011 wurde Thomas Quasthoff für Tell It Like It Is von der Deutschen Phono-Akademie mit dem Musikpreis ECHO Jazz in der Kategorie „Sänger des Jahres national“ ausgezeichnet.

## Titelliste
1. I Can’t Stand The Rain (Ann Peebles, Bernard Miller & Don Bryant) (4:39)
2. Lost Mind (Percy Mayfield) (4:16)
3. Have A Little Faith In Me (John Hiatt) (4:25)
4. Have A Talk With God (Stevie Wonder & Calvin Hardaway) (3:14)
5. The Seventh Son (Willie Dixon) (3:01)
6. Short People (Randy Newman) (3:49)
7. Please Send Me Someone To Love (Percy Mayfield) (4:15)
8. Kissing My Love (Bill Withers) (4:46)
9. Ain’t No Sunshine (Bill Withers) (4:44)
10. Rainy Night In Georgia (Tony Joe White) (3:56)
11. The Whistleman (Michael Quasthoff) (3:25)
12. Rider In The Rain (Randy Newman) (4:16)
13. Tell It Like It Is (George Davis & Lee Diamond) (3:35)
14. Georgia on My Mind (Stuart Correll & Hoagy Carmichael) (4:23)

## Mitwirkende
- Thomas Quasthoff – Gesang
- Bruno Müller – Gitarre, Backing Vocals (Track 11)
- Frank Chastenier – Keyboards, Backing Vocals (Track 11)
- Dieter Ilg – Bass, Backing Vocals (Track 11)
- Wolfgang Haffner – Schlagzeug
- Martina Frank – Backing Vocals
- Christian Grabandt – Trompete
- Walter Gauchel – Saxofon
- Jay Newland – Backing Vocals (Track 11), Mandoline (Track 12)
- Michael Quasthoff – Backing Vocals (Track 11)
- Wieland Reissmann – Backing Vocals (Track 11)